# Niedersachsenpokal 2019/20
Der Niedersachsenpokal 2019/20 ist die 64. Austragung des niedersächsischen Fußball-Verbandspokals der Männer. Zwei Mannschaften qualifizieren sich in getrennten Wettbewerben für die erste Hauptrunde im DFB-Pokal 2020/21, da Niedersachsen zu den drei Landesverbänden mit den meisten Herrenmannschaften im Spielbetrieb gehört und somit zwei Mannschaften in den Vereinspokal entsenden darf. Aufgrund der COVID-19-Pandemie mussten die Begegnungen ab dem Halbfinale verschoben werden.

## Spielmodus
Es wurden zwei separate Wettbewerbe ausgespielt. Im einen treten niedersächsische Mannschaften der Drittligasaison 2019/20 sowie der Regionalliga Nord 2019/20 an. Im anderen Wettbewerb traten die Mannschaften der Oberliga Niedersachsen 2019/20 sowie die vier Bezirkspokalsieger an. Zweite Mannschaften sind nicht teilnahmeberechtigt. Gespielt wurde jeweils im K.-o.-System. Nach Ablauf der regulären Spielzeit wurden unentschiedene Spiele nicht um zweimal 15 Minuten verlängert, sondern umgehend per Elfmeterschießen entschieden. Ein Endspiel zwischen den Siegern der beiden Wettbewerbsbäume ist nicht vorgesehen. Klassenniedrigere Mannschaften haben Heimrecht.

## Teilnehmende Mannschaften
Am Wettbewerb der Dritt- und Regionalligisten nehmen neun, an dem der Amateure nehmen 22 Mannschaften teil.

### 3. Liga und Regionalliga
| 3. Liga die niedersächsischen Vereine der Saison 2019/20 | Regionalliga Nord die niedersächsischen Vereine der Saison 2019/20                        | Regionalliga Nord die niedersächsischen Vereine der Saison 2019/20 |
| - Eintracht Braunschweig - SV Meppen                     | - SV Drochtersen/Assel (Titelverteidiger) - Hannoverscher SC - TSV Havelse - SSV Jeddeloh | - Lüneburger SK Hansa - VfB Oldenburg - BSV Rehden                 |

### Amateure
| Oberliga Niedersachsen die Vereine der Saison 2019/20 | Oberliga Niedersachsen die Vereine der Saison 2019/20 | Bezirkspokal die Sieger der Saison 2018/19                                                                                      |
| - TuS Bersenbrück - FT Braunschweig - MTV Eintracht Celle - SV Atlas Delmenhorst (Titelverteidiger) - 1. FC Germania Egestorf/Langreder - Kickers Emden - MTV Gifhorn - FC Hagen/Uthlede - SV Arminia Hannover | - Heeslinger SC - VfV 06 Hildesheim - Eintracht Northeim - VfL Oldenburg - SC Spelle-Venhaus - HSC BW Tündern - TB Uphusen - MTV Wolfenbüttel - Lupo Martini Wolfsburg | - SV Brake (Weser-Ems) - TSV Krähenwinkel/Kaltenweide (Hannover) - SV Lengede (Braunschweig) - MTV Treubund Lüneburg (Lüneburg) |

## Wettbewerb 3. Liga / Regionalliga

### Qualifikation
| Datum                    |                   | Ergebnis        |                    |
| ------------------------ | ----------------- | --------------- | ------------------ |
| 21. Juli 2019, 15:00 Uhr | SSV Jeddeloh (IV) | 1:1 (3:5 i. E.) | VfB Oldenburg (IV) |

### Viertelfinale
| Datum                       |                           | Ergebnis        |                              |
| --------------------------- | ------------------------- | --------------- | ---------------------------- |
| 2. Oktober 2019, 19:00 Uhr  | SV Drochtersen/Assel (IV) | 1:3             | Eintracht Braunschweig (III) |
| 3. Oktober 2019, 15:00 Uhr  | VfB Oldenburg (IV)        | 6:1             | Hannoverscher SC (IV)        |
| 30. Oktober 2019, 19:30 Uhr | TSV Havelse (IV)          | 1:1 (6:5 i. E.) | Lüneburger SK Hansa (IV)     |
| 31. Oktober 2019, 15:00 Uhr | BSV Rehden (IV)           | 0:0 (4:3 i. E.) | SV Meppen (III)              |

### Halbfinale
Die Halbfinalspiele sollten zeitgleich am 13. April 2020 ausgetragen werden. Die Begegnung zwischen Oldenburg und Rehden wurde bereits für den 16. August 2020 terminiert, für das Halbfinale zwischen Havelse und Braunschweig steht noch kein Termin fest. Eintracht Braunschweig zog sich am 23. Juli 2020 aus dem Wettbewerb zurück.
| Datum                      |                    | Ergebnis |                              |
| -------------------------- | ------------------ | -------- | ---------------------------- |
| 16. August 2020, 15:00 Uhr | VfB Oldenburg (IV) | 1:4      | BSV Rehden (IV)              |
| nicht angesetzt            | TSV Havelse (IV)   | kampflos | Eintracht Braunschweig (III) |

### Finale
| BSV Rehden                                                | BSV Rehden | TSV Havelse | TSV Havelse |
| --------------------------------------------------------- | --- | --- | ----------- |
| BSV Rehden                                                | \| 23. August 2020 um 15:00 Uhr in Rehden (Waldsportstätten) \| \| Ergebnis: 1:4 (0:1) \| \| Zuschauer: 500 \| \| Schiedsrichter: Mario Birnstiel (Göttingen) \| \| Spielbericht \|                                                                                            | \| 23. August 2020 um 15:00 Uhr in Rehden (Waldsportstätten) \| \| Ergebnis: 1:4 (0:1) \| \| Zuschauer: 500 \| \| Schiedsrichter: Mario Birnstiel (Göttingen) \| \| Spielbericht \|                                                                                     | TSV Havelse |
| BSV Rehden                                                | Lukas Godula – Marco Kaffenberger, Emre Yesilova (79. Altrim Pajaziti), Josip Tomic (60. Alen Suljevic), Kamer Krasniqi, Addy-Waku Menga , Shamsu Mansaray (70. Bocar Djumo), Rhami-Jasin Ghandour, Jaroslaw Lindner, Pierre Becken, Robert Obst Cheftrainer: Andreas Golombek | Norman Quindt – Marco Schleef, Jonas Sonnenberg, Niklas Tasky, Niklas Teichgräber – Noah Plume, Torge Bremer, Deniz Cicek (85. Tobias Fölster), Torben Engelking (62. Julius Langfeld), Kevin Schumacher (81. Leon Damer) – Yannik Jaeschke Cheftrainer: Jan Zimmermann | TSV Havelse |
| BSV Rehden                                                | 1:4 Djumo (90.+1') | 0:1 Cicek (36.) 0:2 Jaeschke (47.) 0:3 Cicek (73., FE) 0:4 Jaeschke (89., FE) | TSV Havelse |
| BSV Rehden                                                | Ghandour, Suljevic, Krasniqi | Cicek, Bremer, Jaeschke, Schumacher | TSV Havelse |
| 23. August 2020 um 15:00 Uhr in Rehden (Waldsportstätten) | | |             |
| Ergebnis: 1:4 (0:1)                                       | | |             |
| Zuschauer: 500                                            | | |             |
| Schiedsrichter: Mario Birnstiel (Göttingen)               | | |             |
| Spielbericht                                              | | |             |

## Wettbewerb Amateure

### Qualifikation
10 Mannschaften erhielten ein Freilos.
| Datum                    |                            | Ergebnis        |                                       |
| ------------------------ | -------------------------- | --------------- | ------------------------------------- |
| 20. Juli 2019, 15:00 Uhr | FC Hagen/Uthlede (V)       | 1:0             | VfL Oldenburg (V)                     |
| 21. Juli 2019, 15:00 Uhr | SV Brake (VII)             | 0:3             | TB Uphusen (V)                        |
| 21. Juli 2019, 15:00 Uhr | HSC BW Tündern (V)         | 2:4             | Eintracht Northeim (V)                |
| 21. Juli 2019, 15:00 Uhr | MTV Treubund Lüneburg (VI) | 1:1 (3:5 i. E.) | MTV Gifhorn (V)                       |
| 21. Juli 2019, 15:00 Uhr | SV Lengede (VII)           | 3:2             | FT Braunschweig (V)                   |
| 24. Juli 2019, 19:30 Uhr | Heeslinger SC (V)          | 1:0             | 1. FC Germania Egestorf/Langreder (V) |

### Achtelfinale
| Datum                    |                                   | Ergebnis         |                            |
| ------------------------ | --------------------------------- | ---------------- | -------------------------- |
| 26. Juli 2019, 19:15 Uhr | TB Uphusen (V)                    | 1:2              | Kickers Emden (V)          |
| 27. Juli 2019, 18:00 Uhr | SV Atlas Delmenhorst (V)          | 1:1 (9:10 i. E.) | SC Spelle-Venhaus (V)      |
| 28. Juli 2019, 14:00 Uhr | Heeslinger SC (V)                 | 2:0              | SV Arminia Hannover (V)    |
| 28. Juli 2019, 15:00 Uhr | FC Hagen/Uthlede (V)              | 2:2 (5:3 i. E.)  | TuS Bersenbrück (V)        |
| 28. Juli 2019, 15:00 Uhr | Eintracht Northeim (V)            | 0:4              | VfV 06 Hildesheim (V)      |
| 28. Juli 2019, 15:00 Uhr | MTV Gifhorn (V)                   | 5:4              | Lupo Martini Wolfsburg (V) |
| 28. Juli 2019, 15:00 Uhr | SV Lengede (VII)                  | 0:3              | MTV Wolfenbüttel (V)       |
| 28. Juli 2019, 15:00 Uhr | TSV Krähenwinkel/Kaltenweide (VI) | 2:2 (3:4 i. E.)  | MTV Eintracht Celle (V)    |

### Viertelfinale
| Datum                      |                       | Ergebnis        |                         |
| -------------------------- | --------------------- | --------------- | ----------------------- |
| 2. Oktober 2019, 20:00 Uhr | SC Spelle-Venhaus (V) | 1:0             | Kickers Emden (V)       |
| 3. Oktober 2019, 15:00 Uhr | Heeslinger SC (V)     | 1:1 (4:5 i. E.) | FC Hagen/Uthlede (V)    |
| 3. Oktober 2019, 15:00 Uhr | MTV Wolfenbüttel (V)  | 1:1 (1:4 i. E.) | MTV Gifhorn (V)         |
| 3. Oktober 2019, 15:00 Uhr | VfV 06 Hildesheim (V) | 4:5             | MTV Eintracht Celle (V) |

### Halbfinale
Die Halbfinals sollten ursprünglich am 13. April 2020 stattfinden, wurden jedoch auf den 15. August 2020 verschoben.
| Datum                      |                         | Ergebnis        |                      |
| -------------------------- | ----------------------- | --------------- | -------------------- |
| 15. August 2020, 16:00 Uhr | SC Spelle-Venhaus (V)   | 0:0 (5:6 i. E.) | MTV Gifhorn (V)      |
| 15. August 2020, 16:00 Uhr | MTV Eintracht Celle (V) | 3:2 (2:1)       | FC Hagen/Uthlede (V) |

### Finale
| MTV Gifhorn                                                  | MTV Gifhorn                                                                                  | MTV Eintracht Celle                                                                          | MTV Eintracht Celle |
| ------------------------------------------------------------ | -------------------------------------------------------------------------------------------- | -------------------------------------------------------------------------------------------- | ------------------- |
| MTV Gifhorn                                                  | \| 22. August 2020 um 17:45 Uhr in Hannover (Eilenriedestadion) \| \| Ergebnis: 2:3 (1:1) \| | \| 22. August 2020 um 17:45 Uhr in Hannover (Eilenriedestadion) \| \| Ergebnis: 2:3 (1:1) \| | MTV Eintracht Celle |
| MTV Gifhorn                                                  | Cheftrainer: Michael Spies                                                                   | Cheftrainer: Hilger Wirtz von Elmendorff                                                     | MTV Eintracht Celle |
| MTV Gifhorn                                                  | 1:1 Denker (38.) 2:1 Leese (58.)                                                             | 0:1 Kaplan (4.) 2:2 Krüger (73.) 2:3 Krüger (82.)                                            | MTV Eintracht Celle |
| 22. August 2020 um 17:45 Uhr in Hannover (Eilenriedestadion) |                                                                                              |                                                                                              |                     |
| Ergebnis: 2:3 (1:1)                                          |                                                                                              |                                                                                              |                     |